# Tridentiger trigonocephalus
Tridentiger trigonocephalus är en fiskart som först beskrevs av Theodore Gill, 1859.  Tridentiger trigonocephalus ingår i släktet Tridentiger och familjen smörbultsfiskar. Inga underarter finns listade i Catalogue of Life.